# Confédération grenadine
1858–1863
Entités précédentes :
- République de Nouvelle-Grenade

Entités suivantes :
- États-Unis de Colombie

La Confédération grenadine (en espagnol Confederación Granadina) est une éphémère république fédérale créée en 1858 à la suite d'un changement constitutionnel et remplaçant la République de Nouvelle-Grenade. Elle comprenait les actuels États de Colombie et de Panama. Elle fut remplacée dès 1863 par les États-Unis de Colombie à la suite d'un nouveau changement constitutionnel.

## Histoire
La structure centraliste implantée en République de Nouvelle-Grenade à la suite de l'adoption de la constitution de 1843 est rapidement secouée par les visées séparatistes de certaines régions du pays, en particulier celles qui sont loin de la capitale comme la province de Panama.
La réforme constitutionnelle de 1853 introduit le fédéralisme dans le pays et le 27 février 1855 le premier État fédéral est créé : Panama. Suivent dans cette voie les États d'Antioquia le 11 juin 1856 et Santander le 13 mai 1857. Afin d'éviter l'éclatement du pays, le Congrès adopte la loi du 15 juin 1857 qui crée les États de Bolívar, Boyacá, Cauca, Cundinamarca et Magdalena (l'État de Tolima sera créé le 12 juillet 1861 par la sécession d'une partie de l'État de Cundinamarca).
En 1858 est instituée une assemblée constituante à majorité conservatrice qui renomme le pays en Confédération grenadine (espagnol : Confederación Granadina) et rédige une nouvelle constitution plus fédérale. Le poste de vice-président est supprimé et le suffrage universel direct est adopté tandis que le président est élu pour 4 ans par le Congrès. 
Cette nouvelle organisation affaiblit sensiblement le pouvoir central et n'empêche pas les conflits entre les États. L'intervention du gouvernement central dans les domaines de compétence des États provoque de nombreuses querelles avec les libéraux qui estiment que les États manquent encore d'autonomie.
La guerre civile colombienne de 1860-1862 voit s'affronter militairement les partis conservateur et libéral. Les premiers souhaitent un État centralisé fort et un grand pouvoir pour l'Église tandis que les seconds souhaitent un État fédéral laissant un grand pouvoir aux États fédérés et une mise à l'écart de l'Église dans les affaires de l'État.
En 1861, le général Tomás Cipriano de Mosquera (ancien président de la République de Nouvelle-Grenade entre 1845 et 1849 et chef de file des libéraux) déclare la sécession de l'État du Cauca, le plus vaste des États fédérés, et la guerre au gouvernement de la Confédération grenadine afin d'augmenter le pouvoir du Cauca au sein de la confédération. Le 18 juillet 1861, Mosquera prend Bogota et se déclare président provisoire. L'un de ses premiers actes est de renommer le pays en États-Unis de Nouvelle-Grenade (espagnol : Estados Unidos de Nueva Granada), nom abandonné en novembre de la même année pour celui d'États-Unis de Colombie (espagnol : Estados Unidos de Colombia).
À partir du 4 février 1863 se réunit la convention de Rionegro. Il en résulte une nouvelle constitution qui entérine le changement de nom du pays et redéfinit la répartition des pouvoirs entre le gouvernement central et les États fédérés au profit de ces derniers.

## Géographie

### Organisation territoriale

Division politique de la Confédération grenadine entre 1857 et 1861.

Selon la constitution de 1858, la Confédération grenadine est composé des huit États suivants, dont certains sont créés à partir de la fusion de plusieurs provinces néo-grenadines :
- État fédéral d'Antioquia : formé par les provinces d'Antioquia, Córdoba et Medellín[2].
- État fédéral de Bolívar : formé par les provinces de Carthagène, Mompóx et Sabanilla.
- État fédéral de Boyacá : formé par les provinces de Casanare, Chiquinquirá, Tunja, Tundama, et Vélez.
- État fédéral de Cauca : formé par les provinces de Barbacoas, Buenaventura, Chocó, Cauca, Pasto, Popayán, Túquerres et le Territoire national du Caquetá.
- État fédéral de Cundinamarca : formé par les provinces de Bogota, Mariquita, Neiva, Tequendama (es), Zipaquirá et le Territoire national de San Martín.
- État fédéral de Magdalena : formé par les provinces de Riohacha, Santa Marta et Valledupar.
- État fédéral de Panama : formé par les provinces d'Azuero, Chiriquí, Panama et Veragua[1].
- État fédéral de Santander : formé par les provinces de Santander, García Róvira, Ocaña, Pamplona, Socorro et Soto[3].

Le 12 juillet 1861, en pleine guerre civile, est créé l'État fédéral de Tolima, dont le territoire correspond à la partie occidentale de l'État de Cundinamarca, c'est-à-dire les provinces de Mariquita et Neiva.

## Politique
La Confédération grenadine regroupe huit États fédéraux, auxquels sont donnés plus de pouvoirs, notamment la possibilité de légiférer et d'élire son président (auparavant nommé par le gouvernement central).
Les articles 41 à 46 de la constitution de 1858 précisent l'organisation du pouvoir exécutif de la confédération. Le poste de vice-président est supprimé tandis que le président est élu pour 4 ans par le Congrès. Les sénateurs sont élus pour 4 ans tandis que le mandat des députés passe à 2 ans.

### Présidents
| Portrait | Nom                      | Début du mandat | Fin du mandat   | Appartenance politique | Notes |
| -------- | ------------------------ | --------------- | --------------- | ---------------------- | ----- |
|          |                          |                 |                 |                        |       |
|          | Mariano Ospina Rodríguez | 22 mai 1858     | 1er avril 1861  | Conservateur           |       |
|          | Juan José Nieto Gil      | 25 janvier 1861 | 18 juillet 1861 | Libéral                |       |
|          | Bartolomé Calvo          | 1er avril 1861  | 10 juin 1861    | Conservateur           |       |
|          | Julio Arboleda Pombo     | 10 juin 1861    | 18 juillet 1861 | Conservateur           |       |